# Hitman: Contracts
Hitman: Contracts (букв. с англ. — «Наёмный убийца: Контракты», официально локализована как «Hitman: Контракты») — компьютерная игра 2004 года в жанре стелс-экшена, разработанная датской студией IO Interactive и изданная Eidos Interactive. Третья игра серии Hitman и продолжение игры Hitman 2: Silent Assassin.

## Игровой процесс
Игра является стелс-экшеном с элементами песочницы. Игра также является своеобразным ремейком Codename 47, так как большая часть миссий взята с этой игры. Показатель подозрения был улучшен и стал менее чувствителен, чем в Silent Assassin. Враги теперь практически не узнают переодетого в чужой костюм 47-го, если только он не будет совершать недопустимых действий: например, долго стоять прямо перед охранником или ходить с обнажённым ножом в руках. У игрока появилось ещё больше возможностей для устранения цели.

Стиль игры стал значительно мрачнее, чем в прошлых играх серии. Действие в основном развивается туманной, дождливой или снежной ночью. Локации варьируются от готического поместья и мясокомбината, в котором проходит БДСМ-вечеринка, до спящих мегаполисов Гонконга.

Стиль Contracts стал намного мрачнее, чем в прошлых играх серии.

## Сюжет
17 марта 2004 года. Тяжелораненый Агент 47 бежит в номер неизвестного отеля в Париже. Находясь в полумёртвом состоянии, он вспоминает эпизоды из своей жизни, начиная с побега из румынской психиатрической больницы после убийства своего создателя, доктора Отто Орт-Майера. Затем 47-й вспоминает различные контракты, которые он выполнял на протяжении нескольких последних лет, включая: убийство двух фетишистов, похитивших и убивших дочь клиента в Румынии; убийство торговца на чёрном рынке на Камчатке, продававшего оружие террористам, и уничтожение их оружейных лабораторий на борту подводной лодки; убийство коррумпированного дворянина и его сына в Великобритании; убийство байкерского криминального авторитета в Роттердаме и убийства трёх из пяти его генетических «отцов»: стрелка Аркадия Егорова, с которым байкеры вели дела в Роттердаме, террориста Франца Фукса (брата торговца с Камчатки) в Будапеште и босса триады Ли Хонга в Гонконге.
В это время прибывает врач, присланный Международным контрактным агентством (МКА), который пытается сделать операцию 47-му, прежде чем тот умрёт от кровопотери, однако в этот момент спецназовцы из GIGN штурмуют отель. Врач вынужден бежать, но перед этим он вкалывает 47-му адреналин, чтобы тот очнулся и смог сбежать сам. 47-й, немного прийдя в себя, готовится к схватке со спецназом, а затем вспоминает инструктаж по своему текущему контракту. Он вспоминает, что уже устранил две из трёх целей, указанных в контракте: все они были вовлечены в сеть детской проституции в Восточной Европе. Он также вспоминает, что третья цель, коррумпированный офицер GIGN Альбер Фурнье, смог избежать своей смерти после того, как ему сообщили о 47-м, и что именно он произвёл роковой выстрел, который ранил 47-го.
Пока GIGN готовится к штурму номера, 47-й сбегает из отеля, намереваясь убить Фурнье, так как тот слишком много знал, и таким образом выполнить до конца свой контракт. Оказавшись на улице, он находит и убивает Фурнье, а затем сбегает в аэропорт. На борту самолёта 47-й встречается со своим куратором Дианой Бёрнвуд, которая подтверждает его опасения о том, что кто-то знал о контракте, и предупреждает, что Агентство подвергается нападению той же группы. 47-й соглашается разобраться с этим делом и получает в своё распоряжение файл, в котором эта группа названа «Франчайз» — конкурирующая фирма по контрактам, стремящаяся подорвать Агентство и получить контроль над правительствами по всему миру, таким образом положив начало событиям следующей игры серии, Blood Money.

## Саундтрек
Саундтрек, как и в предыдущих играх серии, написан Йеспером Кюдом. Кроме его композиций, в игре были использованы следующие треки:
- «Put Your Head on My Shoulder» Пола Анки во 2-м задании («Вечеринка Мясного короля»), комната с мёртвой девушкой;
- «A Different Kind of Love» Дика Уолтера в 4-м задании («Поместье Белдингфордов»), патефон в комнате с камином, где сидит Алистер Белдингфорд;
- «Immortal» группы Clutch в 5-м задании («Встреча в Роттердаме»), танцпол со стриптизёршами;
- «Walking Dead» группы Puressence в 6-м задании («Смертельный груз»), танцпол в баре;
- Неизвестный трек в Гонконге;
- «Le Souteneur (Monsieur Claude)» Фафа Лаража в 12-м задании («Охотник и жертва»), комната с мёртвым наркоманом, возле которой стоит полицейский, на втором этаже.

## Оценки
| Сводный рейтинг    | Сводный рейтинг | Сводный рейтинг | Сводный рейтинг |
| Издание            | Оценка          | Оценка          | Оценка          |
| Издание            | PC              | PS2             | Xbox            |
| ------------------ | --------------- | --------------- | --------------- |
| GameRankings       | 75,14 %         | 79,92 %         | 77,57 %         |
| Metacritic         | 74/100          | 80/100          | 78/100          |
| Иноязычные издания |                 |                 |                 |
| Издание            | Оценка          | Оценка          | Оценка          |
| Издание            | PC              | PS2             | Xbox            |
| Eurogamer          | N/A             | 7/10            | N/A             |
| GameSpot           | 7,6/10          | N/A             | N/A             |
| IGN                | 8,4/10          | N/A             | N/A             |

Игра получила в основном позитивные оценки от ведущих игровых изданий. На сайтах GameRankings и Metacritic версия для PlayStation 2 получила 79,92 % и 80/100, Xbox-версия — 77,57 % и 78/100, Windows-версия — 75,14 % и 74/100.
Игра получила премию BAFTA в области игр 2005 года в номинации Original Music.

#### Комментарии
1. ↑  См. сюжет Codename 47
2. ↑  См. сюжет Blood Money